# Freya

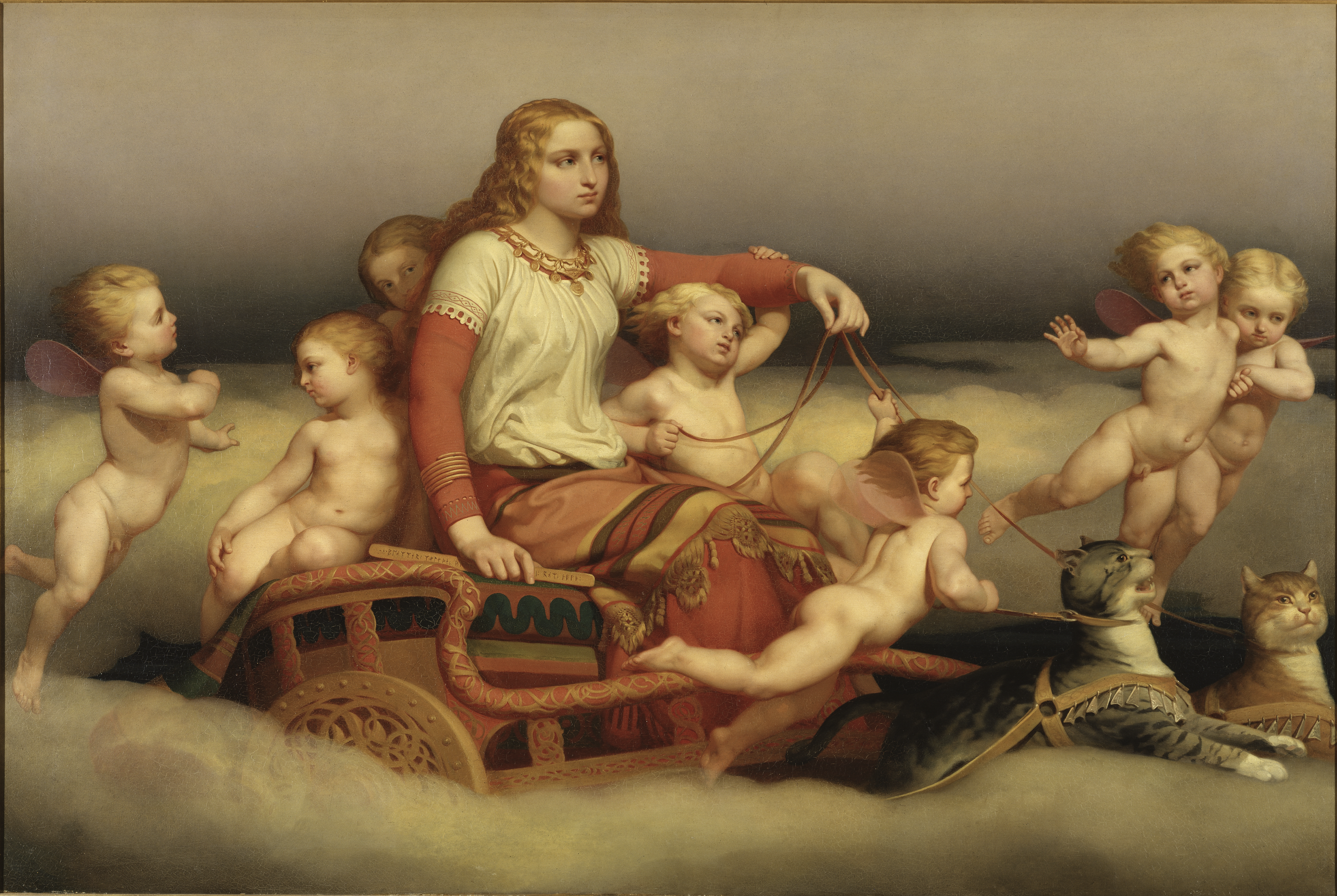
Freyja fährt mit ihrem von Katzen gezogenen Karren (Gemälde von Nils Blommér, 1852)

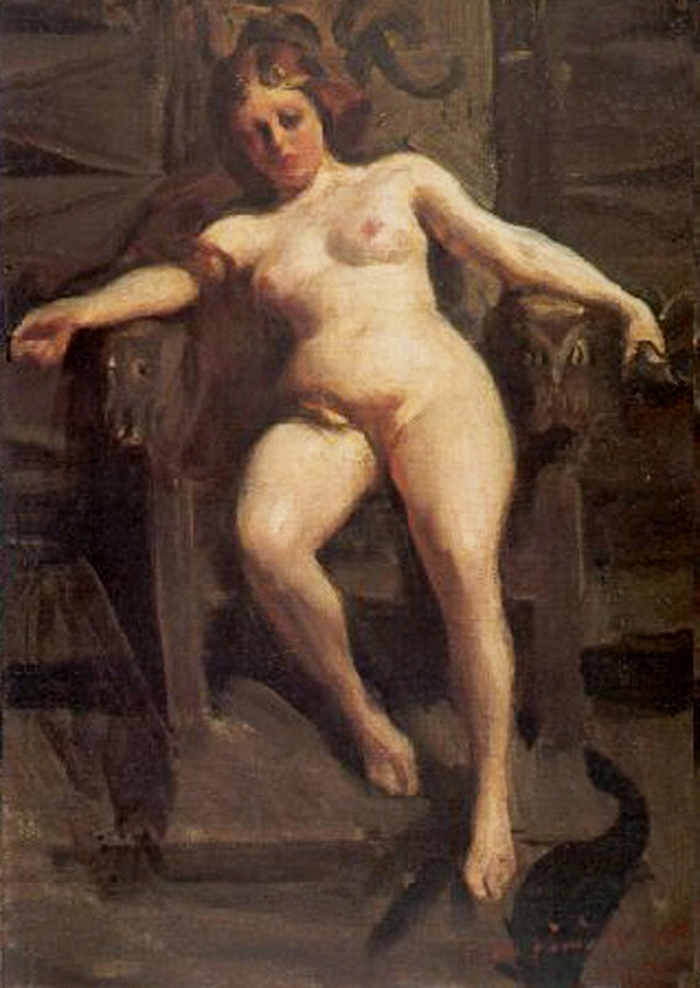
Freya-Gemälde von Anders Zorn (1901)

Freya, auch Freia oder Freyja (altnordisch „Herrin“), ist der Name der nordischen Wanengöttin der Liebe und der Ehe. Sie gilt als zweite Göttin des nordischen Pantheons nach Frigg, mit der sie in neuzeitlichen Rezeptionen oft gleichgesetzt oder verwechselt wird. Sie ähnelt der Venus des römischen Götterhimmels und der Aphrodite des griechischen Olymp.

## Namensformen
Aus der Skalden-Dichtung sind einige Beschreibungen bekannt, die als Freya-Kenningar aufgefasst werden. Dies sind Mardöll, Menglada, Hörn, Gefn, Sýr und Vanadís.
Aufgrund ihres Beinamens Gefn wird sie (eher spekulativ) auch mit der Göttin Gefjon in Zusammenhang gebracht. Die südgermanische Frîja (althochdeutsch: Friia, langobardisch: Frea) bezieht sich auf die Asengöttin Frigg.

## Stellung, Attribute

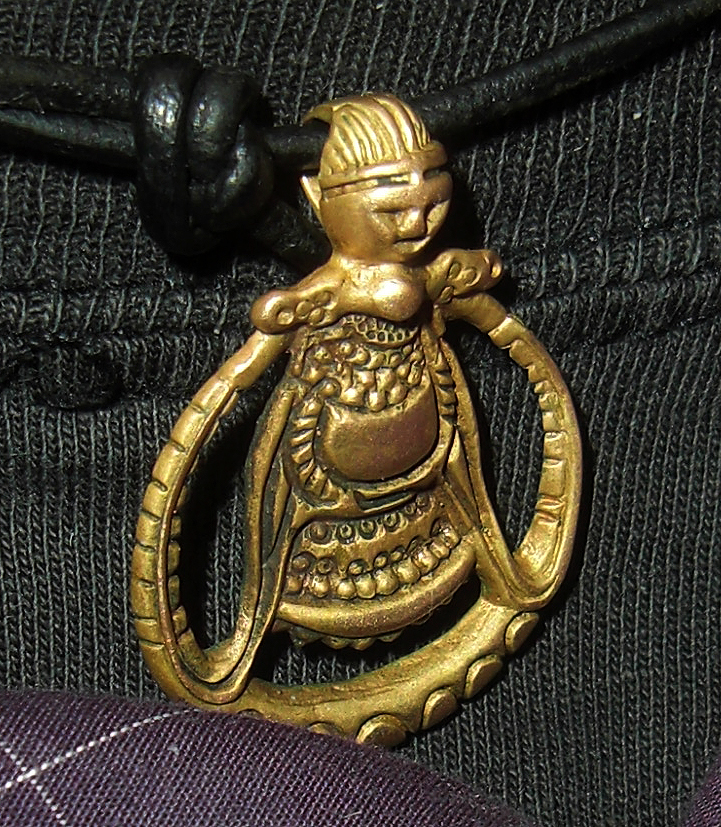
Freyja (Kopie des Funds von Hagebyhöga)

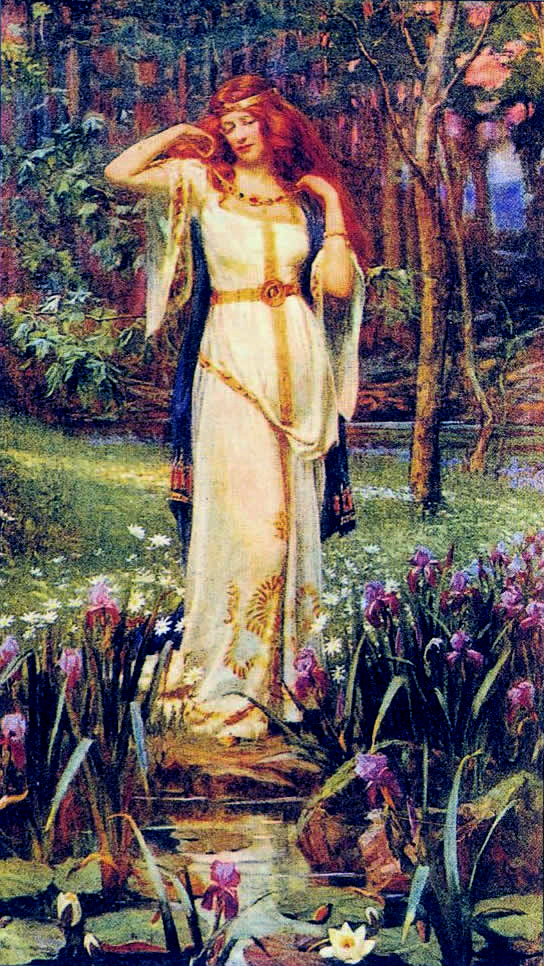
Gemälde von James Doyle Penrose (1862–1932)

Freya gehört zu den Wanen, einem der beiden Göttergeschlechter der nordischen Mythologie. Ihr Bruder ist Frey (aisl. Freyr), ihr Vater der Meergott Njörd, als Mutter wird Skadi, Tochter des Riesen Thiazi genannt. Ihr Gatte ist in der eddischen Mythologie der Gott Óðr. Mit ihm hatte sie die Töchter Hnoss und Gersimi (beide Namen sind Synonyme und bedeuten „Kostbarkeit“). Freya gilt als die „berühmteste von den Göttinnen“ (Gylfaginning, Kap. 23).
Sie gilt als die Göttin der Fruchtbarkeit und des Frühlings, des Glücks und der Liebe, sowie als Lehrerin des Zaubers (seiðr).
Freya besitzt ein von Zwergen geschmiedetes Halsband, Brisingamen, einen von Waldkatzen gezogenen Wagen und ein Falkengewand, mit dem man wie ein Falke durch die Lüfte gleiten kann. Nach dem Gedicht Hyndluljóð reitet sie auch auf dem Eber Hildisvini. Auch in der Gylfaginning tritt Freya auf. Danach weint sie goldene Tränen, als Oðr sie verlässt. Nach der Grímnismál heißt ihr Hof Fólkvangr. Ihr Saal heißt Sessrumnir. Nach der Ynglinga saga Snorris lehrte sie die Asen den Zauber.
Aber ihre Hauptaufgabe liegt darin, dass sie als Anführerin der Walküren auf den Schlachtfeldern daheim ist und die Hälfte der gefallenen Recken beanspruchen darf, während Odin (der oberste Gott, Gott des Krieges) die andere Hälfte zusteht.
Der Wochentag Freitag (ahd. frîatac, ae. frīgedeag) ist sprachgeschichtlich nicht vom nordgermanischen „Freya“ abgeleitet, sondern von „Frija“, der südgermanischen Namensform der germanischen Göttin Frigg, die in der nordischen Mythologie von Freyja unterschieden wird. Nur ganz vereinzelt wurde der Freitag im Altnordischen auch einmal auf Freyja zurückgeführt (Freyjudagr in den Breta sögur). (Vgl. Freitag)

## Entwicklung

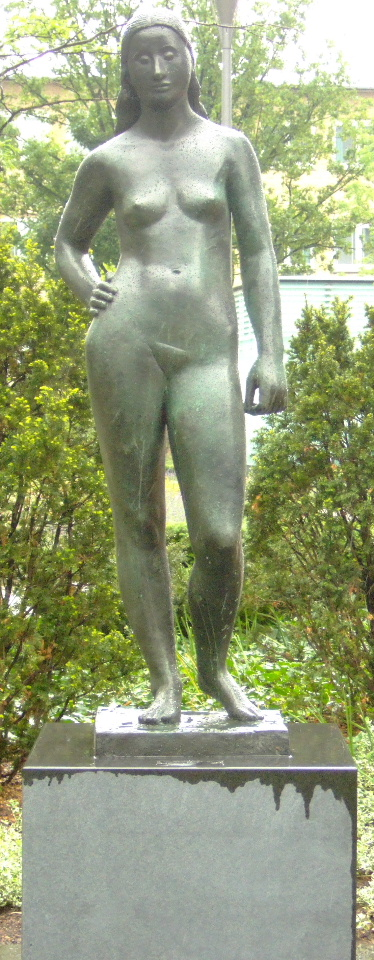
Gerhard Marcks: Freya (1950)

Freya spielt in den eddischen Texten Hyndluljóð, Lokasenna und Þrymskviða eine bedeutende Rolle. In Grímnismál erscheint sie als Todesgöttin und in der Völuspá schimmert sie durch den Gesang Ods Braut (Óðs mey). Auch die Zauberinnen Gullveig und Heid, die in den Strophen davor den Krieg zwischen Asen und Wanen entfachen, werden für Hypostasen der Göttin Freya gehalten. Nach Snorris Gylfagynning erhält sie immer, wenn sie einem Kampf beiwohnt, die Hälfte der Gefallenen, die andere Hälfte fällt Odin zu.
Da es keine südgermanischen (z. B. deutschen oder englischen) Überlieferungen zu Freya gibt und die Südgermanen den Tag der Venus (Freitag) noch mit Frija/Frigg verbanden, wird angenommen, dass Freya eine wikingerzeitliche Loslösung der Aspekte Liebe und Liebesmagie der Frigg bildet. Dazu sind in der Edda und dem Gylfaginning folgende Episoden beschrieben: Den Halsschmuck der Freya, der Brisingenschmuck, hatten die Zwerge Alfrigg, Dvalin, Berling und Grervier (Gerr) gefertigt, der Preis des Erwerbs war, dass die Göttin vier aufeinanderfolgende Nächte mit jeweils einem der Zwerge verbrachte – zum Unwillen Odins, der Freya zur Strafe zwang, unter den Menschen einen Krieg anzuzetteln. Eine weitere Berichterstattung besagte, dass Loki beim von Ägir ausgerichteten Trinkgelage alle Anwesenden beschimpft und der Freya vorwirft, sie habe mit allen Asen und Alben im Saal Liebschaften gehabt. Hinzuzufügen bleibt, dass Loki in unerwiderter Liebe zu Freya schmachtete. Die literarischen Ausgestaltungen Freyas während der isländischen Renaissance des 13. und 14. Jahrhunderts sind allerdings keine authentischen Quellen zur heidnischen Gestalt der Göttin. In der Neuzeit hat sie die Göttin Frigg in der isländischen Verarbeitung der alten Sagen vollkommen verdrängt. In einer Illumination in einer Papierhandschrift des 17. Jahrhunderts erscheint sie allerdings nur noch als treusorgende Familienmutter.

## Kultorte
Dänische wie schwedische Ortsnamen gehen auf die Göttin zurück. So ist z. B. Fröjel auf Gotland ein wikingerzeitlicher Hafen und Kultplatz der Freya (schwed. Fröja), an dem noch eine Fornborg (Wallburg, früh- bzw. vorgeschichtliche Ringwallanlage) und eine Trojaburg (nord. Trojeborg) auf die alte Funktion des Ortes verweisen, der auch Thingplatz war. In Dänemark sind in Jütland Frøslev, auf Seeland ebenfalls Frøslev und auf Lolland Frejlev solche Orte.